# Llista d'illes de Cap Verd

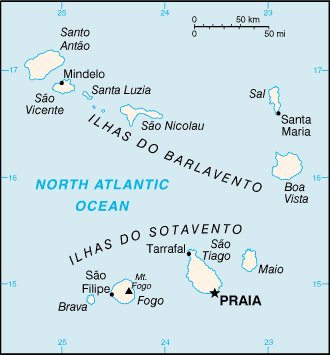
Map

L'arxipèlag de Cap Verd consisteix en 10 illes i nombrosos illots, dividits en dos grups:
- Illes de Barlavento
- Illes de Sotavento

Les illes de Barlavento són Santo Antão, São Vicente, Santa Luzia, São Nicolau, Sal, i Boa Vista. Les illes de Sotavento són Maio, Santiago, Fogo, i Brava. Totes menys Santa Luzia són habitades.
Dessota hi ha una llista de les illes de Cap Verd. Les xifres de població són del 2000
| Illa        | Àrea (km^2) | Població | %     | Densitat |
| ----------- | ----------- | -------- | ----- | -------- |
| Santiago    | 991         | 236,717  | 54.5% | 238.9    |
| São Vicente | 227         | 67,163   | 15.5% | 295.9    |
| Santo Antão | 779         | 47,124   | 10.8% | 60.5     |
| Fogo        | 476         | 37,421   | 8.6%  | 78.6     |
| Sal         | 216         | 14,816   | 3.4%  | 68.6     |
| São Nicolau | 388         | 13,661   | 3.1%  | 35.2     |
| Brava       | 67          | 6,804    | 1.6%  | 106.3    |
| Maio        | 269         | 6,754    | 1.6%  | 25.1     |
| Boa Vista   | 620         | 4,209    | 1.0%  | 6.8      |
| Santa Luzia | 35          | 0        | 0.0%  | 0.0      |
| Cap Verd    | 4033        | 434,669  | 100%  | 116.8    |